# Aphaenogaster sinensis
Aphaenogaster sinensis é uma espécie de inseto do gênero Aphaenogaster, pertencente à família Formicidae.